# 城のなかの人
『城のなかの人』（しろのなかのひと）は、星新一が発表した日本の歴史短編小説。および、同名の短編を表題とした歴史短編、時代短編小説集のタイトル。

## 収録作品

### 城のなかの人
「自由新聞」1971年9月14日号から1972年1月25日号に連載された。連載時のタイトルは『城の中の人 秀頼伝』
豊臣秀頼を主人公に、秀頼の視点で元服から自害までを描く。
大坂城で産まれ、城の中だけで何不自由なく暮らし、外の世界のこと、そして父豊臣秀吉のことはほとんど何も知らぬ子供のまま、体だけは成人して妻千姫を娶った秀頼。だが、その秀頼に徳川家康という「外の世界」の脅威が迫る。
そして初陣の大坂冬の陣で体よく騙され、無残に堀を埋め立てられ傷つけられた大坂城を見た秀頼は、はじめて「外の世界」の悪意と過酷さを知る。
秀頼同様の「苦労しらずの二代目」で、秀頼同様に父が一代で築き上げたものを保てず失った星の自伝的要素が強い作品。

### 春風のあげく
「小説サンデー毎日」1972年1月号掲載。
ある藩の重臣の息子・忠之進には、嫁にと考えていた隣家の幼馴染の娘がいた。しかし、この娘は正室との間に子供が産まれない殿様の側室となることになった。互いに憎からず想っていたこともあり、1度限りの契りを交わした。側室に上がった娘は1年後に男児を出産し、この男児が後継ぎとなる。忠之進は跡継ぎになった若君が、ひょっとしたら自分の子種かもしれぬと考え、せめてものためにと藩の財政が豊かになるよう学問にはげみ、仕事に精を出す。
やがて、忠之進は城代家老に出世。側室に上がった娘は病に亡くなったものの、若君と相対し、これは自分の息子だと確信。藩のためにといっそう仕事に打ち込む。
しかし、後を継いだ若君には、一々父親面をする古株家老の忠之進が煩わしい。忠之進の強い勧めで嫁にもらった将軍家側室の娘とはうまく行かず、自身の側室を増やすのみ。そして忠之進の娘を側室にと望むも、忠之進だけはこれが異母兄妹であることを知るため、猛反対。とうとう忠之進は隠居させられ、若殿が側室に産ませた子供を養子にさせられた。
忠之進は、これからは自身の孫を育てることを楽しみにしようと、養子を迎え入れたが、どうも養子は自分にも若殿にも似ていない。忠之進は疑惑を抱く。この養子は間違いなく側室の子であろうが、父親はどうなのだろう……。

### 正雪と弟子
「小説宝石」1972年9月号掲載。
「由井正雪は口先だけの稀代の詐欺師であった」とし、弟子の1人武左衛門の視点から描く。
この武左衛門もなかなかしたたかで、正雪が口先で企画した反乱計画（その実態は、現職武士の無能さを露わにし、有能な浪人たちの活躍を見せることによる就職斡旋）を兄、理左衛門に密告させ、兄には褒賞を、自身は正雪が各大名や紀州藩主徳川頼宣から口先で巻き上げて隠しておいた金を入手。文左衛門と名を替え、商人に転身し、一財を成した。

### すずしい夏
「別冊小説現代」1972年5月号掲載。
ある年、米の買値が普段よりも高値になっていた。北国のある藩では、備蓄米の2/3を売って一儲けを企んだが、その年は冷夏であり凶作になった。やがて飢饉が訪れ多くの農民が餓死していった。
そんな折、幕府の巡察が行われることになる。領民が大量に餓死していたり逃亡していることがバレてはお家取り潰しになると、荒地を緑色に塗ったり、表面上を取り繕う。危機意識のない藩は、より石高の減る暑い領地への領地替えの話を持ちかける。これで凶作の地とは離れられる……と思いきや、新領地には天然痘が。そして藩の幹部たちが病で死滅したあと、盛夏と豊作が訪れた。

### はんぱもの維新
「問題小説」1973年2月号掲載。
小栗忠順を主人公とし、切れ者小栗の視点で幕末の騒乱期を描く。
「どいつもこいつも、はんぱもの」と混乱の時代に形式を重視する幕閣、海外の情勢も知らず攘夷をわめく連中、勝てる戦なのに戦意を無くしとっとと江戸城を明け渡した徳川慶喜将軍などを小栗はこき下ろす。
その小栗はちょっとしたいたずら心で、レンガを金色に塗り、あちこちに埋めさせたりもしていた。しかし、本物の埋蔵金を江戸城内に隠した後、小栗は見下していた味方の「はんぱもの」たちによって失脚させられ、敵の「はんぱもの」たちによって斬首されてしまうのだった。

## 書籍
- 『城のなかの人』 1973年角川書店
  - 『城のなかの人』 1977年5月 角川文庫 上記の文庫版
  - 『城のなかの人』 改版 2008年11月22日 角川グループパブリッシング  装画：片山若子 ISBN 978-4041303269
改版を元にした電子書籍版も販売されている。
- 『星新一の作品集16』 1975年新潮社 - 角川書店版の他、『殿さまの日』などと合本収録
- 『星新一 ショートショート 1001(2)』 1998年12月新潮社
- 『星新一時代小説集』 ポプラ文庫 装画：松本大洋
天の巻、地の巻、人の巻の3巻で『殿さまの日』収録作品を合わせ、星新一の時代小説、歴史小説を集めた短編集。
  - 『天の巻』 2009年8月20日 ISBN 978-4591111055 - 「春風のあげく」「すずしい夏」を採録
  - 『人の巻』 2009年12月5日 ISBN 978-4591114568 - 「城のなかの人」「正雪と弟子」「はんぱもの維新」を採録